# Passalus punctatostriatus
Passalus punctatostriatus là một loài bọ cánh cứng trong họ Passalidae.

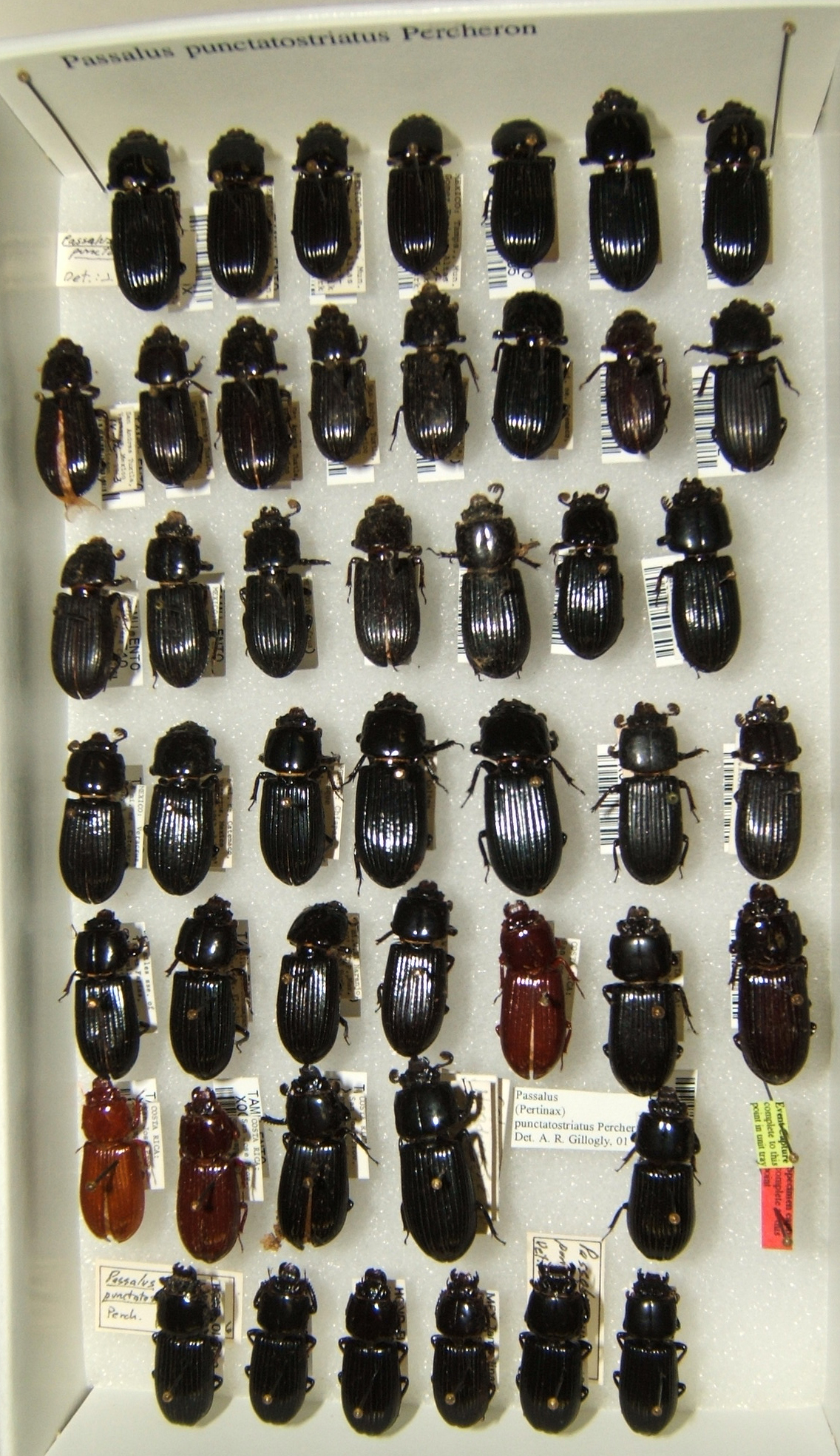
Specimen collection